# Toluj
Toluj, včasih tudi Tuluj ali Toluj kan (mongolsko Толуй хаан, Toluj haan, kitajsko 拖雷, pinjin Tuōléi) je bil najmlajši Džingiskanov in Börtin sin in od leta 1227 do 1229 regent Mongolskega cesarstva, * okoli 1191, Mongolija, † 1231/1232, Mongolija. 
Pred prevzemom oblasti se je udeležil vojnih pohodov proti dinastijam Jin, Xi Xia in Horezmskemu cesarstvu, kjer je zasedel Merv in Nišapur in poklal prebivalce. Bil je neposredni prednik večine  mongolskih kanov. 

## Mladost
Med Džingiskanovim vzponom na oblast je bil Toluj še premlad, da bi se neposredno vključeval v dogajanja. Ko je bil stat pet let, bi ga skoraj ubili Tatari. Rešila ga je sestra Altani s pomočjo dveh Džingiskanovih tovarišev. Leta 1203 ga je oče zaročil z Ong kanovo nečakinjo Sorgaktani. Leta 1209 se mu je rodil prvi sin Mongke, ki je kasneje postal četrti veliki kan Mongolskega cesarstva. 
Toluj je bil najboljši vojskovodja med Džingiskanovimi sinovi. Njegova prva večja vojaška operacija je bila vojna z dinastijo Jin in obleganje Dexinga, v katerem je sodeloval tudi njegov svak Čiku.
Leta 1221 ga je Džingiskan poslal v Horasan v Iranu, da zatre upore v  več mestih. Ker so novembra 1220 med obleganjem Nišapurja ubili njegovega svaka Tokučarja, je Toluj po osvojitvi mesta izgnal vse meščane na ravnico pred mestom in jih pobil. Enako usodo je doživel Merv.

## Džingiskanov naslednik
Ko se je Džingiskan odločal o svojem nasledniku, je imel težko nalogo, saj je imel štiri sinove. Toluj je imel odlične vojaške izkušnje in je bil zelo uspešen general, vendar je izbral Ogedeja, ki je bil bolj sposoben politik.  
Džungiskan je leta 1227 na vojnem pohodu proti dinastiji Xi Xia umrl. Oblast v državi je prevzel Toluj, ki je vladal samo do  leta 1229, ko je bil za velikega kana tudi s Tolujevo podporo uradno izvoljen očetov izbranec Ogedej.
Toluj se je v letih 1231-1232 kot strateg in general skupaj z Ogedejem in Mongkejem udeležil vojnega pohoda v severno Kitajsko. Po zlomu kitajske obrambe so se vrnili na sever.

## Smrt in zapuščina
Tajna zgodovina Mongolov pravi, da se je Toluj žrtvoval za svojega brata  Ogedeja,  ki je  na vojnem pohodu proti Kitajski nevarno zbolel. Šamani so trdili, da so vzrok za njegovo bolezen kitajski duhovi zemlje in vode,  vznemirjeni zaradi pregona svojih podložnikov in opustošenja države. Žrtvovanje ozemlja, živali in ljudi bi Ogedejevo bolezen samo še poslabšalo, zato so šamani predlagali žrtvovanje družinskega člana, po katerem bo se njegovo stanje takoj poboljšalo. Za žrtev se je prostovoljno javil Toluj, ki je takoj po zaužitju strupenega napitka umrl. Ata Malik Džuvaini trdi, da je umrl zaradi alkoholizma.
Bolj pomembna od Toluja je bila verjetno njegova družina. Tolujeva krščanska žena Sorgaktani in sinovi Mongke, Kublaj, Arikbek in Hulegu so dolgo krojili usodo Mongolskega cesarstva. Bili so ustanovitelji kitajske dinastije Yuan in dinastije Ilkanov in so med državljansko vojno v Mongolskem cesarstvu podpirali dvor velikega kana. Med rivalskima bratoma Kublajem in Arikbekom je kasneje prišlo do spora, ki je  razdrobil moč Mongolskega cesarstva in v 1260. letih povzročil konflikte v zahodnih kanatih.
Rivalstvo med Tolujidi, Ogedejevimi sinovi in Džočijem je povzročilo stagnacijo in notranje spore v obdobjih regentstev po smrti Ogedeja in njegovega sina Gujuka. Mongke je leta 1252 svojemu očetu retroaktivno podelil naslov velikega kana. Ko je Kublajkan leta 1271 ustanovil dinastijo Yuan, je svojega očeta uvrstil na uradni seznam cesarjev z imenom Ruizong.

## Družina
Toluj je imel mnogo žena in priležnic. Prva žena je bila Sorgaktani, ki je bila mati Tolujevih štirih sinov. 
Najbolj znani Tolujevi sinovi so bili:
- Mongke kan, veliki kan Mongolskega cesarstva
- Džurika
- Kutugu
- Kublaj, veliki kan Mongolov in cesar dinastije Yuan
- Hulegu, prvi Ilkan mongolske Perzije
- Arikbek, ki si je lastil pravico do naslova kagana in so ga proti Kublaju podpirali  mongolski tradicionalisti
- Budžek, ki je zgodaj umrl. O njem ni mnogo podatkov. Znano je samo to, da je v letih 1236-1241 sodeloval v invaziji na Evropo in na Mongkejevi izvolitvi leta 1250.
- Muka
- Satuktaj
- Sabuktaj

## Družinsko drevo
|          |          |          |          |          |          |  |  | Jesugej Bagatar | Jesugej Bagatar | Jesugej Bagatar | Jesugej Bagatar | Jesugej Bagatar | Jesugej Bagatar |       |       |             |             |             |             |             |             |  |  | Hölun    | Hölun    | Hölun    | Hölun    | Hölun    | Hölun    |  |  |        |        |        |        |        |        |        |        |                       |                       |                       |                       |                       |                       |       |       |       |       |       |       |       |       |  |  |
|          |          |          |          |          |          |  |  | Jesugej Bagatar | Jesugej Bagatar | Jesugej Bagatar | Jesugej Bagatar | Jesugej Bagatar | Jesugej Bagatar |       |       |             |             |             |             |             |             |  |  | Hölun    | Hölun    | Hölun    | Hölun    | Hölun    | Hölun    |  |  |        |        |        |        |        |        |        |        |                       |                       |                       |                       |                       |                       |       |       |       |       |       |       |       |       |  |  |
|          |          |          |          |          |          |  |  |                 |                 |                 |                 |                 |                 |       |       |             |             |             |             |             |             |  |  |          |          |          |          |          |          |  |  |        |        |        |        |        |        |        |        |                       |                       |                       |                       |                       |                       |       |       |       |       |       |       |       |       |  |  |
|          |          |          |          |          |          |  |  |                 |                 |                 |                 |                 |                 |       |       |             |             |             |             |             |             |  |  |          |          |          |          |          |          |  |  |        |        |        |        |        |        |        |        |                       |                       |                       |                       |                       |                       |       |       |       |       |       |       |       |       |  |  |
| Belgutej | Belgutej | Belgutej | Belgutej | Belgutej | Belgutej |  |  | Bekter          | Bekter          | Bekter          | Bekter          | Bekter          | Bekter          |       |       | Džoči Kasar | Džoči Kasar | Džoči Kasar | Džoči Kasar | Džoči Kasar | Džoči Kasar |  |  | Kadžijun | Kadžijun | Kadžijun | Kadžijun | Kadžijun | Kadžijun |  |  | Temüge | Temüge | Temüge | Temüge | Temüge | Temüge |        |        | Temudžin (Džingiskan) | Temudžin (Džingiskan) | Temudžin (Džingiskan) | Temudžin (Džingiskan) | Temudžin (Džingiskan) | Temudžin (Džingiskan) |       |       | Börte | Börte | Börte | Börte | Börte | Börte |  |  |
| Belgutej | Belgutej | Belgutej | Belgutej | Belgutej | Belgutej |  |  | Bekter          | Bekter          | Bekter          | Bekter          | Bekter          | Bekter          |       |       | Džoči Kasar | Džoči Kasar | Džoči Kasar | Džoči Kasar | Džoči Kasar | Džoči Kasar |  |  | Kadžijun | Kadžijun | Kadžijun | Kadžijun | Kadžijun | Kadžijun |  |  | Temüge | Temüge | Temüge | Temüge | Temüge | Temüge |        |        | Temudžin (Džingiskan) | Temudžin (Džingiskan) | Temudžin (Džingiskan) | Temudžin (Džingiskan) | Temudžin (Džingiskan) | Temudžin (Džingiskan) |       |       | Börte | Börte | Börte | Börte | Börte | Börte |  |  |
|          |          |          |          |          |          |  |  |                 |                 |                 |                 |                 |                 |       |       |             |             |             |             |             |             |  |  |          |          |          |          |          |          |  |  |        |        |        |        |        |        |        |        |                       |                       |                       |                       |                       |                       |       |       |       |       |       |       |       |       |  |  |
|          |          |          |          |          |          |  |  |                 |                 |                 |                 |                 |                 |       |       |             |             |             |             |             |             |  |  |          |          |          |          |          |          |  |  |        |        |        |        |        |        |        |        |                       |                       |                       |                       |                       |                       |       |       |       |       |       |       |       |       |  |  |
|          |          |          |          |          |          |  |  |                 |                 |                 |                 |                 |                 | Džoči | Džoči | Džoči       | Džoči       | Džoči       | Džoči       |             |             |  |  | Čagataj  | Čagataj  | Čagataj  | Čagataj  | Čagataj  | Čagataj  |  |  |        |        |        |        | Ogedej | Ogedej | Ogedej | Ogedej | Ogedej                | Ogedej                |                       |                       |                       |                       | Toluj | Toluj | Toluj | Toluj | Toluj | Toluj |       |       |  |  |

| Toluj Bordžigini Rojen: 1191 Umrl: 1232 |                                                                      |                   |
| Vladarski nazivi                        |                                                                      |                   |
| Predhodnik: Džingiskan                  | Regent Mongolskega cesarstva 1227-1229                               | Naslednik: Ogedej |
| Predhodnik: Džingiskan                  | Cesar dinastije Yuan (posmrtno ga je promoviral Kublajkan) 1227-1229 | Naslednik: Ogedej |